# Anzygina sidnica
Anzygina sidnica är en insektsart som först beskrevs av George Willis Kirkaldy 1907.  Anzygina sidnica ingår i släktet Anzygina och familjen dvärgstritar. Inga underarter finns listade i Catalogue of Life.